# Johan Karlsson (tir sportif)
Johan Karlsson est un tireur sportif suédois actif dans les années 1990 et 2000.

## Palmarès
Johan Karlsson a remporté les épreuves Miquelet original et Gustav Adolf aux championnats du monde MLAIC 1996 et 1998 à Warwick.
Il s'est classé second à l'épreuve Wetterli(original) aux championnats du monde MLAIC organisés en 2002 à Lucques  en Italie .
Il s'est classé premier à l'épreuve Sugawa(original), second à l'épreuve Hizadai(original)  et troisième aux épreuves Miquelet(original), Tanégashima (original) et Minié (réplique) aux championnats du monde MLAIC organisés en 2004 à Batesville  aux États-Unis.